# Sportåret 1946

## Händelser

### Amerikansk fotboll
- Chicago Bears besegrar New York Giants med 24 - 14 i NFL-finalen.
- Cleveland Browns besegrar New York Yankees med 14 - 9 i AFC-finalen

### Bandy
- 3 mars - Sandvikens AIK blir svenska mästare efter att i finalen ha slagit Västerås SK med 5-3 i omspelsmatchen på Stockholms stadion, efter att första finalmatchen slutat 0-0.[1][2]

### Baseboll
- 15 oktober - National League-mästarna St. Louis Cardinals vinner World Series med 4-3 i matcher över American League-mästarna Boston Red Sox.[3]

### Basket
- 4 maj - Tjeckoslovakien vinner herrarnas Europamästerskap i Genève genom att finalslå Italien med 34-32.[4]

### Brottning

#### SM
- Kurt Pettersén tar sitt sjunde SM-guld i grekisk-romersk stil, bantamvikt.

### Cykel
- Giro d'Italia vinns av Gino Bartali, Italien
- Vuelta a España vinns av Dalmacio Langarica, Spanien.

### Fotboll
- 10 februari – Argentina vinner sydamerikanska mästerskapet i Buenos Aires före Brasilien och Chile.[5]
- 27 april - Derby County FC vinner FA-cupfinalen mot Burnley FC med 4-1 efter förlängning på Wembley Stadium.[6]
- 17 juli - Island spelar sin första officiella landskamp i fotboll, då man i Reykjavik förlorar med 1-3 mot Danmark.[7]
- 25 augusti – Malmö FF vinner Svenska cupen genom att finalslå Åtvidabergs FF med 3-2 i Solna.[8]
- 11 november – Gunnar Gren, IFK Göteborg, blir den förste spelaren som erhåller Guldbollen.[9]
- Okänt datum – Copa del Rey vinns av Real Madrid CF
- Okänt datum – Franska cupen vinns av Lille OSC

#### Ligamästare
- Belgien - KV Mechelen
- Frankrike - Lille OSC
- Italien - Torino Calcio
- Spanien - Sevilla FC
- Sverige - IFK Norrköping

### Friidrott
- 31 december - Sebastião Alves Monteiro, Brasilien vinner Sylvesterloppet i São Paulo.[10]
- Stylianos Kyriakides, Grekland vinner Boston Marathon.[11]

#### Rekord

##### Herrar
- Diskus - Adolfo Consolini, Italien sätter 14 april nytt världsrekord i Milano med 54,23
- Diskus - Robert Fitch, USA sätter 8 juni nytt världsrekord i Minneapolis med 54,93
- Stafettlöpning 4 x 800 meter - Svenska landslagets stafettlag (med Tore Sten, Olle Lindén, Stig Lindgård och Lennart Strand) sätter 13 september nytt världsrekord i Stockholm med 7 min, 29,0 sek
- Gång (20 km landsväg) - John Mikaelsson, Sverige, sätter nytt världsrekord med 1 tim, 31,44 min.

##### Damer
- 1 500 m - Olga Ovsijannikova, Sovjetunionen sätter 15 september nytt världsrekord i Dnipropetrovsk med 4.37,8

### Golf
- British Open vinns av Sam Snead, USA
- US Open vinns av Lloyd Mangrum, USA
- PGA Championship vinns av Ben Hogan, USA
- The Masters vinns av Herman Keiser, USA

### Handboll
- 11 juli - Internationella handbollsförbundet bildas.[12]
- 29 september - Sverige spelar sin första damlandskamp i handboll utomhus i Oslo och vinner med 5-2 mot Norge.[13]

### Ishockey
- 7 mars - AIK blir svenska mästare efter finalvinst mot Södertälje SK med 5-1 i Södertälje.[14]
- 9 april - Stanley Cup vinns av Montreal Canadiens efter att i finalspelet ha besegrat Boston Bruins med 4–1.[15]
- 27 april - Danmark inträder i IIHF.[16]

### Motosport
- 1 september - Vid Brighton Speed Trials, tar J. N. Cooper hem den första vinsten för Cooper 500-bilen.[17] The car will go on to win 64 of 78 major events it enters between 1951 and 1954.
- Den första Cooper 500 F3-bilen byggs, vilket blir tidernas mest framgångsrika och vinstbringande racingkonstruktören någonsin. Över 300 Cooper 500-bilars kommer totalt byggas.[17]

### Skidor, alpina grenar

#### SM

##### Herrar
- Slalom vinns av Olle Dahlman, IFK Östersund. Lagtävlingen vinns av IFK Östersund

##### Damer
- Slalom vinns av May Nilsson, Åre SLK. Lagtävlingen vinns av Åre SLK

### Skidor, nordiska grenar
- 10 mars - Nils Karlsson, IFK Mora vinner Vasaloppet.[18]

#### SM

##### Herrar
- 15 km vinns av Nils Täpp, Sågmyra IF. Lagtävlingen vinns av IFK Mora.
- 30 km vinns av Nils Karlsson, IFK Mora. Lagtävlingen vinns av IFK Mora.
- 50 km vinns av Gunnar Karlsson, IFK Umeå.  Lagtävlingen vinns av IFK Mora.
- Stafett 3 x 10 km vinns av IFK Umeå med laget Gunnar Karlsson, Martin Lundström och Harald Eriksson.
- Backhoppning vinns av Nils Lund,  IF Friska Viljor. Lagtävlingen vinns av IF Friska Viljor.
- Nordisk kombination vinns av Sven Israelsson, Dala-Järna IK Lagtävlingen vinns av Dala-Järna IK.

#### Damer
- 10 km vinns av Margit Åsberg-Albrechtsson, IF Friska Viljor. Lagtävlingen vinns av Edsbyns IF.

### Tennis
- Franska öppna vinns av:
  - Herrsingel: Marcel Bernard, Frankrike
  - Damsingel: Margaret Osborne duPont, USA
- Wimbledon vinns av:
  - Herrsingel: Yvon Petra, Frankrike
  - Damsingel: Pauline Betz, USA
- US Open vinns av:
  - Herrsingel: Jack Kramer, USA
  - Damsingel: Pauline Betz, USA
- Australiska öppna:
  - Herrsingel: John Bromwich, Australien
  - Damsingel: Nancye Wynne Bolton, Australien
- 1 september - USA vinner Davis Cup genom att finalbesegra Australien med 5-0 i Melbourne.[19]

### Travsport
- Travderbyt körs på  Jägersro travbana i  Malmö. Segrare blir det svenska stoet   Miss Scovere (SE)  e Scovere  (US) – Mary Catherine  (US) e. Mr McElwyn  (US). Kilometertid:1.27,1   Körsven:  Gösta Nordin
- Travkriteriet vinns av den svenska hingsten   Jagilon  (SE)  e. Scovere  (US) – Jeanne Tide  (US) e. Lee Tide  (US). Kilometertid:1.26,1   Körsven:  Gunnar Nordin

## Evenemang
- EM i friidrott anordnas 23 - 25 augusti i Oslo, Norge.

## Födda
- 1 januari – Roberto Rivelino, brasiliansk fotbollsspelare.
- 10 januari – Robert Gadocha, polsk fotbollsspelare.
- 9 mars – Bernd Hölzenbein, tysk fotbollsspelare.
- 4 maj – John Watson, brittisk racerförare.
- 18 maj – Reggie Jackson, amerikansk basebollspelare.
- 22 maj – George Best, nordirländsk fotbollsspelare.
- 24 maj – Tomas Nordahl, svensk fotbollsspelare och programledare i TV.
- 2 juli – Ricky Bruch, svensk friidrottare, diskuskastare.
- 19 juli – Ilie Năstase, rumänsk tennisspelare.
- 28 augusti – Anders Gärderud, svensk löpare och sportkommentator i Sveriges Television.
- 29 augusti – Bob Beamon, amerikansk friidrottare.
- 30 september – Jochen Mass, tysk racerförare.
- 5 oktober – Kjell Johansson, svensk bordtennisspelare.
- 25 oktober – Elías Figueroa, chilensk fotbollsspelare.
- 28 oktober – Wim Jansen, nederländsk fotbollsspelare och fotbollstränare.
- 25 november – Tommy Borgudd, svensk racerförare.
- 12 december – Emerson Fittipaldi, brasiliansk racerförare.
- 14 december – Peter Lorimer, brittisk fotbollsspelare.
- 14 december – Stan Smith, amerikansk tennisspelare.
- 16 december – Roland Sandberg, svensk fotbollsspelare.
- 25 december – Larry Csonka, amerikansk fotbollsspelare.

## Avlidna
- 21 februari – Gustaf Kilman, svensk ryttare, ett OS-guld.
- 16 juni – Harald Wallin, svensk seglare, ett OS-guld och ett OS-silver.
- 24 mars – Carl Schuhmann, tysk brottare, gymnast, friidrottare och tyngdlyftare. Fyra OS-guld.

## Bildade föreningar och klubbar
- IF Boltic, idrottsförening i Karlstad, framför allt framgångsrik i bandy
- BK Heid, handbollsklubb som startade som en kvartersklubb i västra Göteborg.

### Fotnoter
1. ↑  Erik Jonsson (3 mars 1946). ”1940–1949”. Svenska Bandyförbundet. Arkiverad från originalet den 17 mars 2020. https://web.archive.org/web/20200317215222/https://www.svenskbandy.se/BANDYFINALEN/HISTORIK/Svenskamastare/Herrar/1940-1949. Läst 18 mars 2020.
2. ↑  ”Västerås Sportklubbs SM-finaler i bandy”. VSK Forum. http://www.vskforum.com/vsk.nu/SM-finallag.html. Läst 21 juli 2011.
3. ↑  ”1946 World Series” (på engelska). Baseball-Reference.com. http://www.baseball-reference.com/postseason/1946_WS.shtml. Läst 14 juli 2015.
4. ↑  ”Sport Statistics”. Arkiverad från originalet den 20 september 2015. https://web.archive.org/web/20150920055341/http://todor66.com/basketball/Europe/Men_1946.html. Läst 24 augusti 2011.
5. ↑  ”South American Championship 1946” (på engelska). RSSSF. http://www.rsssf.com/tables/46safull.html. Läst 16 augusti 2011.
6. ↑  ”England FA Challenge Cup 1945/1946” (på engelska). RSSSF. http://www.rsssf.com/tablese/engcup1946.html. Läst 19 augusti 2012.
7. ↑  ”International matches of Iceland” (på engelska). RSSSF. http://www.rsssf.com/tablesi/ijs-intres.html. Läst 20 augusti 2011.
8. ↑  Jimmy Lindahl (11 mars 2005). ”Svenska cupen – finalmatcher”. Bolletinen. http://www.bolletinen.se/sfs/pdf/stat_h_allsvens_1941_2005_stat_herr_cupen_finalmatcher.pdf. Läst 21 augusti 2012.
9. ↑  Lasse Sandlin (7 november 2005). ”Dags att dela ut den 60:e Guldbollen” (på svenska). Sportbladet. https://www.aftonbladet.se/sportbladet/fotboll/a/Onom2E/dags-att-dela-ut-den-60e-guldbollen. Läst 22 mars 2020.
10. ↑  ”1940” (på portugisiska). Sylvesterloppet. Arkiverad från originalet den 25 februari 2014. https://web.archive.org/web/20140225142805/http://www.saosilvestre.com.br/1940. Läst 19 augusti 2012.
11. ↑  ”Boston Marathon”. Arkiverad från originalet den 27 april 2015. https://web.archive.org/web/20150427035419/http://www.baa.org/races/boston-marathon/boston-marathon-history/past-champions/past-mens-open-champions.aspx. Läst 9 april 2011.
12. ↑  ”International Handball Association”. http://www.ihf.info/TheIHF/Profile/tabid/74/Default.aspx. Läst 23 augusti 2011.
13. ↑  Gustafsson, Stig. Bollsportens först och störst. Forum
14. ↑  ”Championnat de Suède 1945/46” (på franska). Hockey Archives. 7 mars 1946. https://www.hockeyarchives.info/Suede1946.htm. Läst 15 augusti 2011.
15. ↑  ”NHL 1945/46” (på franska). Hockey Archives. https://www.hockeyarchives.info/NHL1946.htm. Läst 23 mars 2020.
16. ↑  ”Denmark” (på engelska). International Ice Hockey Federation. 27 april 1946. https://www.iihf.com/en/associations/338/denmark. Läst 21 augusti 2011.
17. 1 2  Cooper 500 Owners Group Arkiverad 4 maj 2015 hämtat från the Wayback Machine.
18. ↑  ”Historiska segrare”. Vasaloppet. Arkiverad från originalet den 22 mars 2020. https://web.archive.org/web/20200322121012/https://www.vasaloppet.se/wp-content/uploads/sites/1/2019/09/historiska_segrare_vasaloppet_sve_2019-09-18.pdf. Läst 5 september 2011.
19. ↑  ”Davis Cup”. http://www.daviscup.com/en/results/tie/details.aspx?tieId=10000729. Läst 20 augusti 2011.